# Panstrongylus megistus
Panstrongylus megistus es un insecto heteróptero de la familia Reduviidae. Es hematófago y actualmente se considera el vector más importante del Trypanosoma cruzi (agente causante de la enfermedad de Chagas) en los estados sureños, del este y noreste de Brasil, aunque también se encuentra en Bolivia, Paraguay, Uruguay y Argentina. Este triatomino predomina en áreas húmedas y particularmente en el bosque atlántico o costero (Mata atlántica) fuera de la región amazónica.
P. megistus presenta alta capacidad de infestación de viviendas humanas y en Brasil frecuentemente es encontrado en ambientes peridomiciliarios y domiciliarios. Hay autores que consideran que la adaptación a los hábitats domésticos de las poblaciones de esta especie varían de norte a sur de Brasil.
Es conocido que este triatomino no coloniza casas ubicadas en biotopos naturales que han sido preservados de un alto impacto ambiental, como ha ocurrido en las costas de Santa Catarina y Paraná. Sin embargo, en regiones donde la intervención del hombre causa estragos en el hábitat natural de P. megistus, la domesticación es frecuente.[cita requerida]
Este redúvido es muy frecuente en los llanos orientales y la amazonía colombiana. Se encuentra usualmente en las palmas, en árboles secos, y en las viviendas de bahareque y techo de palma, donde se refugia en los resquicios. Se ha observado que es común encontrarlos en las noches en áreas iluminadas; falta por esclarecer si esta predilección se debe a la atracción por la luz, o por la presencia de otros insectos que pueden representar alimento para este insecto.
Se han descrito hábitos caníbales en los que el insecto se alimenta de otros de su misma especie, adquiriendo así bacterias que están presentes en el tracto gastro-intestinal de la víctima, y que son importantes para el metabolismo de Panstrongylus.[cita requerida]
Este insecto alado, puede volar distancias relativamente cortas, y su velocidad de desplazamiento es de unos 3 centímetros por segundo.

Se han observado varios tipos de colores, entre ellos: rojo claro, negro, negro con pintas blancas en las alas, negro con pintas azules en las alas, etc.
Minas Gerais y Bahia están entre los estados con mayores índices de P. megistus capturados en casas. Probablemente estos estados se incluyan en el epicentro de origen de esta especie, dado el alto grado de variabilidad poblacional en esta región. 
La especie fue descripta en 1835 por Hermann Burmeister, quien la denominó Conorhinus megistus. Fue identificada como vector de la enfermedad de Chagas en la descripción original sobre que realizó el mismo Carlos Chagas en 1909.